# 瓦莱拉弗拉塔
瓦莱拉弗拉塔（義大利語：Valera Fratta），是意大利洛迪省的一个市镇。总面积8.21平方公里，人口1661人，人口密度202.3人/平方公里（2009年）。ISTAT代码为098059。